# ヴィタリー・ヤネルト
ヴィタリー・ヤネルト（Vitaly Janelt, 1998年5月10日 - ）は、ドイツ・ハンブルク出身のサッカー選手。ポジションはMF。ブレントフォードFC所属。
兄のヴィンセント・ヤネルトもサッカー選手。

## 経歴
2014年にRBライプツィヒのアカデミーに加入し、2016年7月にクラブと5年契約を交わした。しかし、セカンドチームでの出場が主だったため、2017年1月9日に、VfLボーフムに1年半の間に期限付き移籍した。2018年5月30日にはボーフムと3年契約を結んで完全移籍した。
2020年10月3日、ブレントフォードFCに4年契約で加入した。当初、クラブディレクターは、イギリスのサッカーに慣れる必要があると考え、早々の出場は想定されていなかったものの、クリスティアン・ノアゴールが負傷したため出場機会を得る。結果としてシーズンを通して47試合に出場し、クラブのプレミアリーグ昇格に貢献した。

## 人物
- VfLボーフムからブレントフォードFCへ移籍する際、ブレントフォードはヤネルトの身辺を徹底的調べ上げてから契約を結んだ。ヤネルト自身が驚いた話の中には、ヤネルトが行きつけのレストランの店長にまでブレントフォードのスカウトが訪れたという話がある[6]。